# Abbaye de Nonnberg
L'abbaye de Nonnberg (littéralement « Mont-des-Nonnes ») est une abbaye de religieuses bénédictines à Salzbourg, en Autriche. Elle a été fondée vers 712 par saint Rupert de Salzbourg et sa nièce, sainte Érentrude, en fut la première abbesse. L'abbaye féminine est la plus ancienne des pays germanophones encore en activité. 
Le complexe monastique est placé sous la protection du patrimoine mondial de l'UNESCO faisant partie de la vieille ville de Salzbourg. 

## Histoire

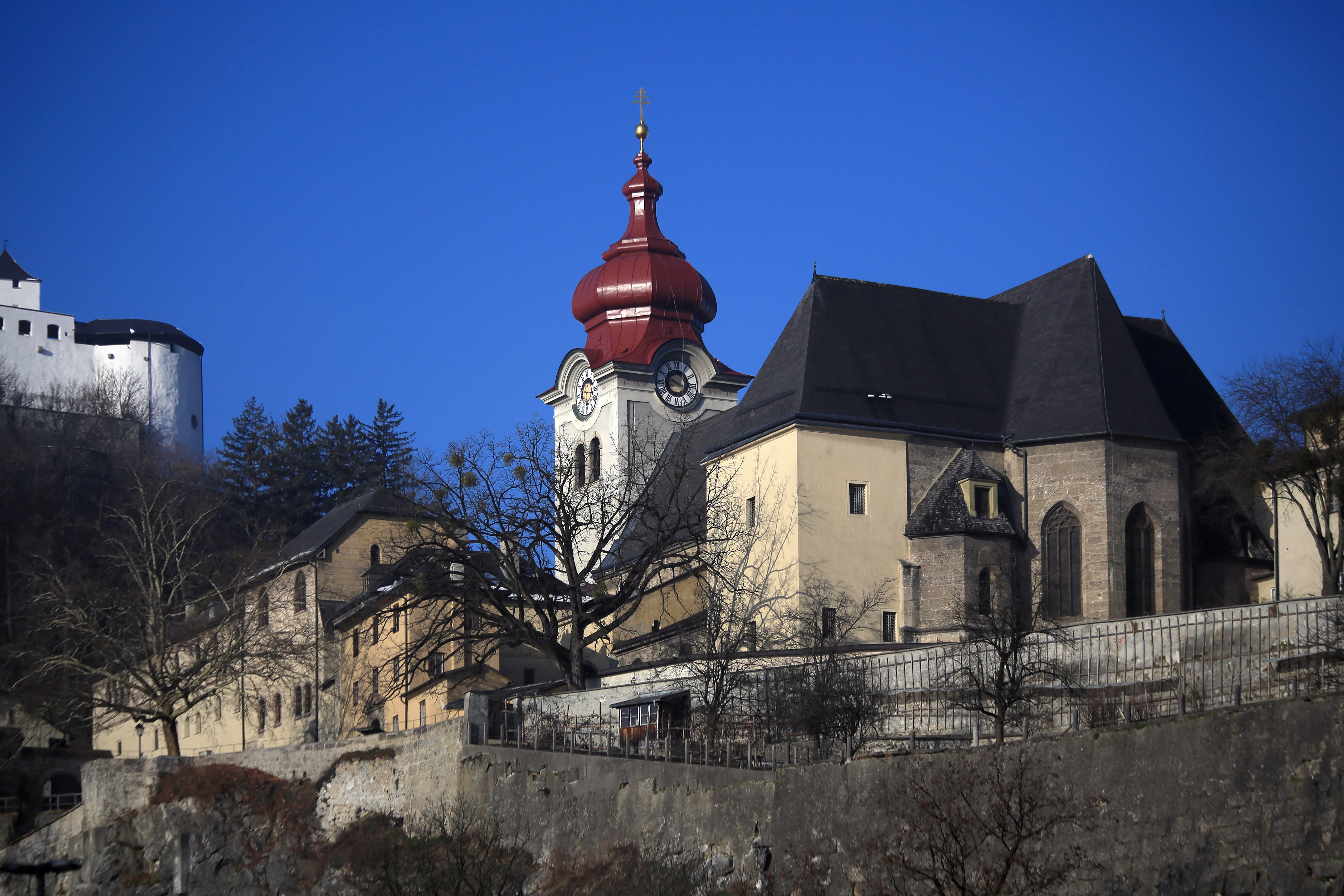
Vue de l'abbaye.

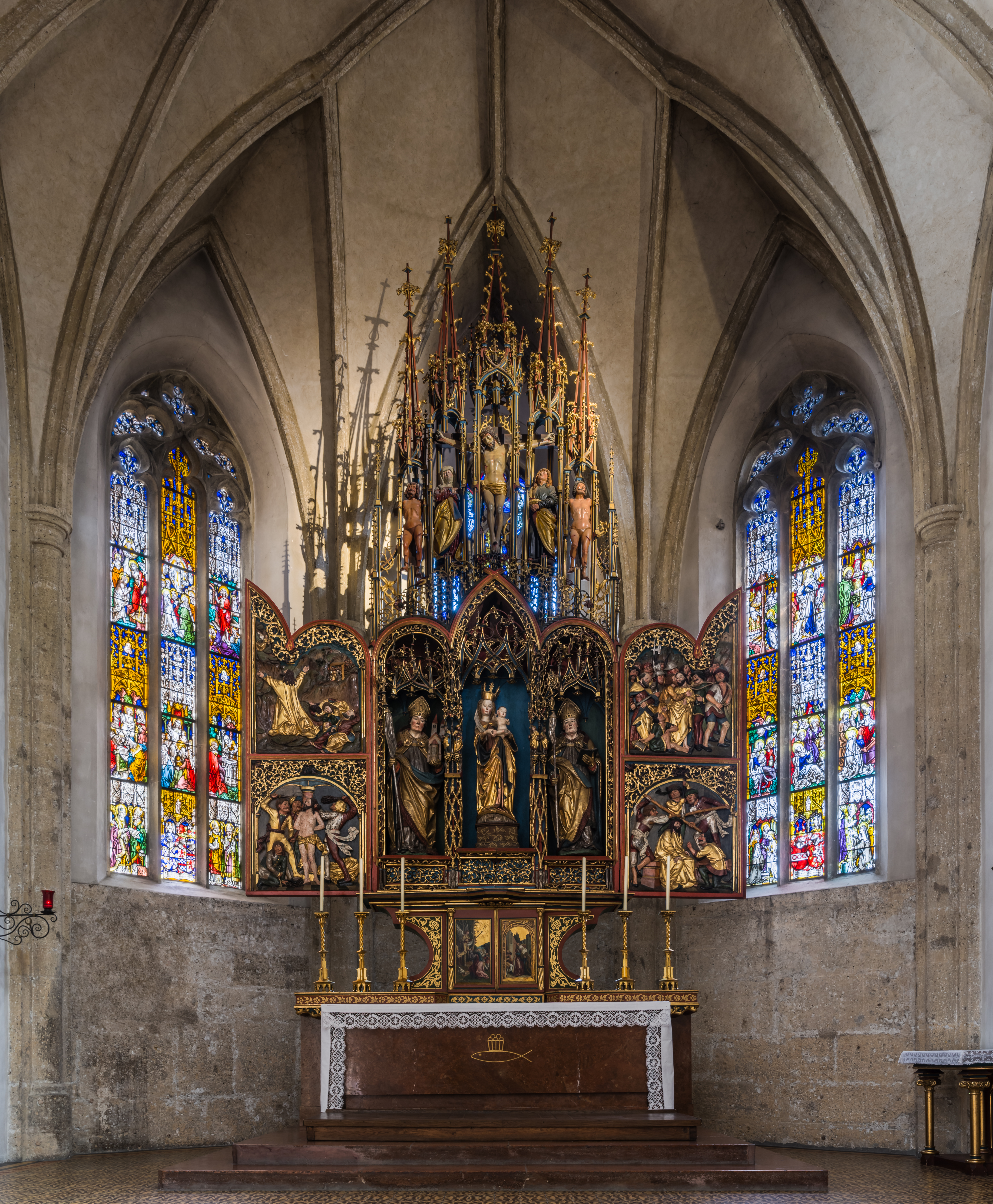
À l'intérieur de l'abbaye. Peut-être réalisé par Lienhart Astl vers 1515. La madone et l'enfant ont été réalisés vers 1460. Photo avril 2022.

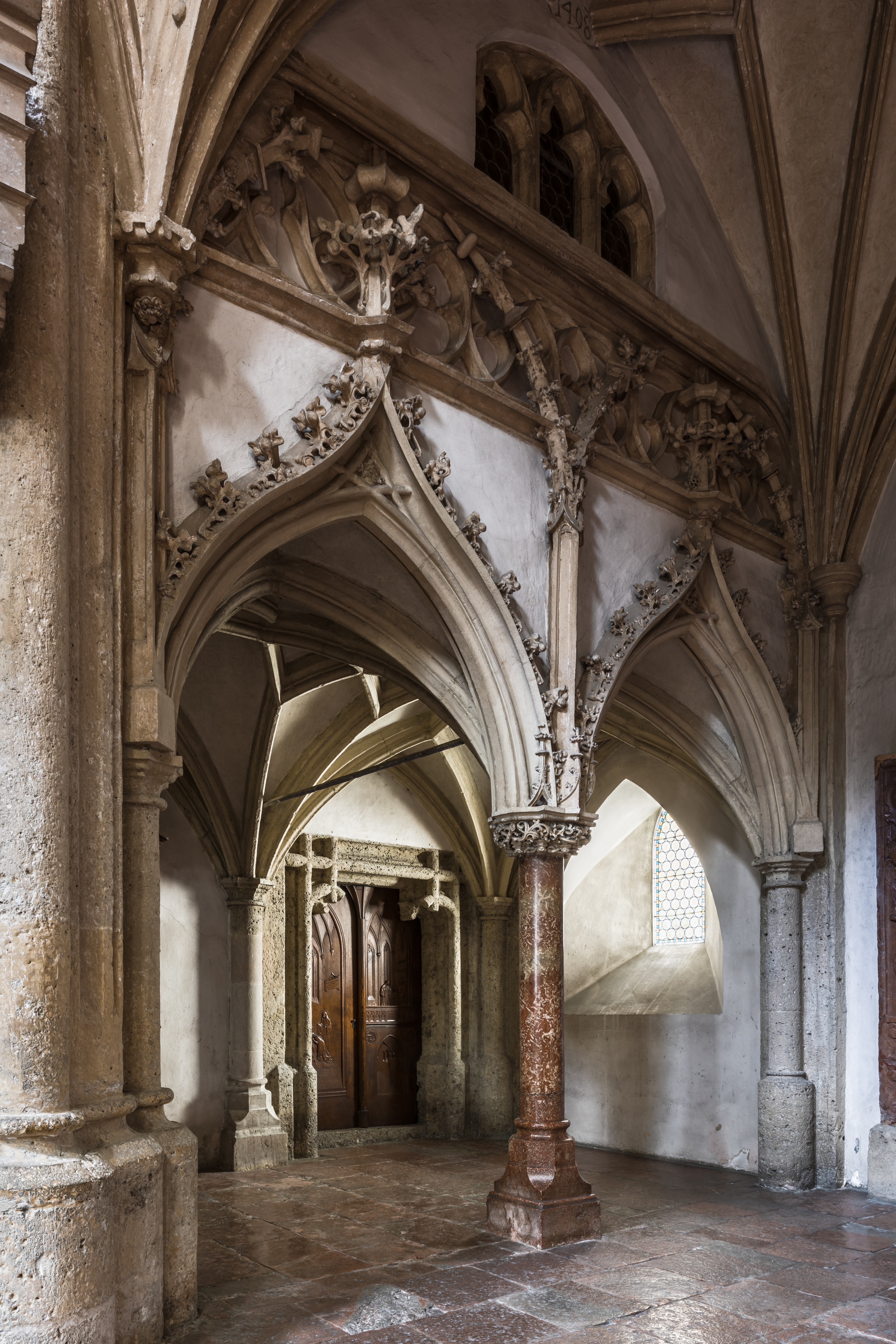
Narthex dans l'abbaye. Avril 2022.

Saint Rupert, à cette époque évêque de Salzbourg, a créé le monastère sur les pentes du mont Festungsberg au sud du centre-ville, sur le site d'une ancienne fortification romaine. En 714, sainte Érentrude devint la première abbesse. 
L'abbaye est dotée par les ducs Théodon II et Thibert de Bavière ; au XIe siècle ses privilèges sont confirmés et élargis par l'empereur Henri II qui était aussi duc de Bavière. Sous son règne, une nouvelle église abbatiale fut construite jusqu'en 1009.
L'abbaye est reconstruite à nouveau au tournant des XVe et XVIe siècles après un incendie. L'église abbatiale est agrandie en 1624 par l'adjonction de nouvelles chapelles et aménagée en style baroque. Un nouveau clocher est érigé en 1711.

## Renom
L'abbaye connaît aussi un certain renom international, après la sortie du livre autobiographique de Maria von Trapp qui a abouti à deux films autrichiens et au fameux film d'Hollywood, La Mélodie du bonheur en 1965. Maria von Trapp a été institutrice à l'abbaye pendant son temps de noviciat, après la Première Guerre mondiale.